# Оздовский, Ежи
Ежи Оздовский (пол. Jerzy Ozdowski; 19 сентября 1925, Павловице, близ Лешно — 18 апреля 1994, Варшава) — польский экономист, государственный деятель. Заместитель председателя Совета министров (1980—1982), первый католический политик, получивший такой пост в Польской народной республике.

## Биография
Окончил факультет права и экономики Познанского университета (1949). Доктор экономических наук (1967), доктор экономических наук хабилитированный (1971). С 1979 — ординарный профессор экономики. В 1960—1989 читал лекции и вёл семинары на факультетах христианской философии и социальных наук Люблинского католического университета, с 1973 — научный сотрудник этого университета, до 1990 возглавлял в нём кафедру социальной экономики. Подготовил 42 магистров и 14 докторов наук. С 1971 был профессором этики и социальной философии Папского теологического факультета во Вроцлаве.
В 1949-1963 занимал руководящие посты в государственных торговых компаниях в Познани, в 1963-1966 — главный экономист регионального технического центра в Познани, в 1966-1967 работал в Институте малых предприятий и ремёсел, в 1967—1980 — в Институте кооперативных исследований в Варшаве.

## Научная деятельность
Сфера научных интересов — социальная философия, католическое социальное учение, социальная экономика, история развития экономики. Автор 320 научных работ, в том числе книг:
- Specjalizacja w działalności usługowej (1966),
- Monografia społeczno — gospodarcza powiatu Międzychód (Познань, 1969),
- Ekonomika przedsiębiorstwa usługowego (Познань, 1971),
- Rynek usług agrochemicznych (Варшава, 1971),
- Przesłanki nowej polityki usługowej na rynku wiejskim (Варшава, 1971),
- Stan i perspektywy rozwoju prostych form kooperacji w rolnictwie polskim (Варшава, 1972),
- Usługi agrochemiczne w woj. lubelskim (Варшава, 1972),
- Przewidywanie popytu na usługi produkcyjne dla rolnictwa (Варшава, 1974),
- Usługi spółdzielcze w mieście (Варшава, 1976),
- Kooperation in der polnischen Landwirtschaft (Штутгарт, 1977),
- Prosta kooperacja w gospodarce żywnościowej PRL (1978),
- Spółdzielczość bankowa — red. (Варшава, 1990),
- Banki spółdzielcze na rynku kapitałowym w Polsce (Варшава, 1992).

## Общественная и государственная деятельность
В 1957—1969 — вице-президент, затем, до 1980, президент Клуба католической интеллигенции в Познани. В 1981-1982 участвовал в деятельности Польского католического социального союза, с 1984 — председатель Форума католической социальной мысли. Как общественный и политический деятель был лоялен властям Польской Народной Республики. В 1976-1989 — беспартийный депутат Сейма (VII, VIII и IX созывов), в 1982—1989 — вице-маршал Сейма. В апреле-ноябре 1980 — член Государственного совета. В 1980, в обстановке политико-экономического кризиса, приведшего к отставке 1-го секретаря ЦК ПОРП Эдварда Герека, был назначен заместителем председателя Совета министров, занимал этот пост до 1982. В 1981—1982, одновременно, был председателем Совета по делам семьи при Совете министров.
Был одним из руководящих деятелей Патриотического движения национального возрождения (PRON), сформированного в период военного положения для поддержки политического курса Войцеха Ярузельского. В 1982-1983 — вице-председатель Временного национального совета, в 1983—1989 — вице-председатель Национального совета, в 1987—1989 — председатель Варшавского совета этой организации. В 1989 участвовал в деятельности Круглого стола (диалога власти и оппозиции) в качестве члена правительственной делегации. На первых конкурентных выборах в Сейм в 1989 проиграл, получив 8,2 % голосов.

## Награды
Был награждён Кавалерским крестом ордена Возрождения Польши V класса, орденом «Знамя Труда» II класса.